# Achtendeel
Ein niederländisches Maß war das Achtendeel. Es war ein Längenmaß und als Volumenmaß dem Achterling ähnlich. Es wurde als Getreidemaß verwendet.

## Volumeneinheit
- 1 Last = 29 Sack = 87 Achtendeelen
- 1 Achtendeel = 1677 Pariser Kubikzoll  etwa 33,35 Liter

## Längeneinheit
Achtendeel war auch ein niederländisches Längenmaß, entsprach dem Achtel und wurde auch als ein älteres Maß mit Achtste bezeichnet. 
- 1 Achtendeel = 0,3213 Zentimeter[1]